# Robert Adrain
Robert Adrain (1775-1843), va ser un matemàtic irlandès resident als Estats Units d'Amèrica.

## Vida i Obra
Fill d'un mestre d'escola, el seu pare va morir quan ell tenia quinze anys. Per mantenir-se ell i els seus quatre germans, va fer de mestre substituint el seu pare. El 1798 es va casar i va participar en la rebel·lió irlandesa de 1798, a conseqüència de la qual va haver de fugir del seu país per haver estat posat preu a la seva captura, desprès d'haver estat malferit en una batalla.
Un cop arribat als Estats Units, va ser professor de secundària de matemàtiques a Princeton (Nova Jersey), a York (Pennsilvània) i a Reading (Pennsilvània). El 1809 va ser nomenat professor de matemàtiques del Queen's College de New Brunswick (Nova Jersey) (actual Universitat Rutgers). El 1813 va ser contractat pel Columbia College de Nova York (actual Universitat de Colúmbia) on va romandre fins al 1827 en què va passar a la Universitat de Pennsilvània de la que també va ser vice rector.
El 1834 es va retirar a la seva residència de New Brunswick (Nova Jersey) on va morir el 1843. Sembla que la seva retirada va estar sol·licitada per la direcció de la universitat, ja que, degut al seu caràcter excèntric, va tenir molts problemes de disciplina amb els seus alumnes.
Adrain va ser un actiu col·laborador des de 1804 de la revista The Mathematical Correspondent, editada per George Baron, al qui va succeir quan aquest va abandonar el projecte. Tot i així, la revista va desaparèixer el 1806. Adrain va ser un actiu editor de revistes matemàtiques, havent impulsat la creació de The Analyst or Mathematical Museum (1808), The Analyst (1814) i The Mathematical Diary (1825), les quals van sobreviure uns pocs anys.
Les aportacions matemàtiques més originals d'Adrain són la demostració de la lei exponencial del error i la utilització del mètode dels mínims quadrats.